# 汉莎货运航空航点
汉莎货运航空设有定期货运航班飞往23个国家的39个目的地。除了自身拥有的货运航线，汉莎货运航空同时还利用汉莎航空和托马斯·库克（包括神鹰航空和太阳快运）超过300架客机的货舱及航班进行运输。
客运航点请参看汉莎航空航点。
截至2010年3月，汉莎货运航空共设有以下航点：

## 非洲
- 埃及
  - 开罗 - 开罗国际机场
- - 内罗毕 - 乔莫·肯雅塔国际机场
- 塞内加尔
  - 达喀尔 - 约夫－利奥波德·塞达尔·桑戈尔国际机场
- 南非
  - 约翰内斯堡 - 奥利弗·坦博国际机场

## 美洲

### 北美洲
- 加拿大
  - 多伦多 - 多伦多皮尔逊国际机场
- 墨西哥
  - 瓜达拉哈拉 - 米格尔·伊达尔戈·科斯蒂利亚国际机场
  - 墨西哥城 - 墨西哥城贝尼托·胡亚雷斯国际机场
- 美国
  - 亚特兰大 - 哈茨菲尔德－杰克逊亚特兰大国际机场
  - 芝加哥 - 奥黑尔国际机场
  - 达拉斯/沃思堡 - 达拉斯－沃思堡国际机场
  - 洛杉矶 - 洛杉矶国际机场
  - 纽约 - 约翰·菲茨杰拉德·肯尼迪国际机场
  - 西雅图 - 西雅图－塔科马国际机场

### 南美洲
- 阿根廷
  - 布宜诺斯艾利斯 - 埃塞萨皮斯塔里尼部长国际机场
- 巴西
  - 贝洛奥里藏特 - 坦科雷多·内维斯国际机场
  - 库里提巴 - 阿方索·佩纳国际机场
  - 圣保罗 - 维拉科波斯-坎皮纳斯国际机场
- 哥伦比亚
  - 波哥大 - 埃尔多拉多国际机场
- - 基多 - 马里斯卡尔·苏克雷国际机场
- - 库拉索 - 哈托国际机场

## 亚洲
- 巴林
  - 麦纳麦 - 巴林国际机场
- 中国大陆
  - 广州 - 广州白云国际机场
  - 上海 - 上海浦东国际机场
  - 深圳 - 深圳宝安国际机场
  - 重庆 - 重庆江北国际机场
- 印度
  - 班加罗尔 - 班加罗尔国际机场
  - 金奈 - 金奈国际机场
  - 德里 - 英迪拉·甘地国际机场
  - 海得拉巴 - 拉吉夫·甘地国际机场
  - 孟买 - 贾特拉帕蒂·希瓦吉国际机场
- 香港
  - 香港国际机场
- 日本
  - 大阪 - 关西国际机场
  - 东京 - 成田国际机场
- - 阿拉木图 - 阿拉木图国际机场
  - 卡拉干达 - 萨里-阿尔卡机场
- 沙烏地阿拉伯
  - 吉达 - 阿卜杜勒-阿齐兹国王国际机场
  - 利雅得 - 哈立德国王国际机场
- 泰國
  - 曼谷 - 素万那普机场
- 阿联酋
  - 沙迦 - 沙迦国际机场 枢纽机场
- 臺灣
  - 台北 - 臺灣桃園國際機場（2023年11月開航）

## 欧洲
- 比利时
  - 布鲁塞尔 - 布鲁塞尔机场
- 德国
  - 法兰克福 - 法兰克福国际机场 枢纽机场
  - 莱比锡/哈雷 - 莱比锡/哈雷机场 枢纽机场
- 希腊
  - 雅典 - 雅典埃莱夫塞里奥斯·韦尼泽洛斯国际机场
- 義大利
  - 米兰 - 马尔彭萨机场
- 馬爾他
  - 卢加 - 马耳他国际机场
- 荷蘭
  - 阿姆斯特丹 -  史基浦机场
- 俄羅斯
  - 克拉斯诺亚尔斯克 - 叶梅利亚诺沃机场 枢纽机场
  - 莫斯科 - 谢列梅捷沃国际机场
- 瑞典
  - 哥德堡 - 哥德堡－兰德维特机场
- 英国
  - 曼彻斯特 - 曼彻斯特机场
  - 诺丁汉/莱斯特/德比 - 东米德兰兹机场